# ちんちろまい
『ちんちろまい』は、2000年に公開された博多を舞台とするミュージカル風コメディ映画。

## 解説
インド映画を思わせる行き当たりバッタリの物語に、街頭で撮影されたダンス・シークエンスが挿入される異色作。「博多ムービー」と銘打っており、出演者のほとんどが福岡県出身者で固められている。また、劇中ではほとんどのセリフが博多弁で話される（字幕は無いため、福岡市出身者以外が博多弁のセリフの意味を正確に理解するのは難しいと思われる）。タイトルの「ちんちろまい」は、「てんてこまい」を意味する博多弁。

## あらすじ
空港の格納庫、闇の中で迷彩服の男たちがトランクを持って歩いている。そこへ黒装束の女が現われ、男たちをカンフーで倒し、トランクを奪うとセスナ機に乗って飛び立った。だが、エンジンが止まり、女はパラシュートで脱出。セスナ機とともにトランクは海の底へ消えていった。
福岡県の財団法人観光振興協会でどんたくと山笠の2大祭を担当している貝原善哉（武田鉄矢）は大きな悩みを抱えていた。インターネットの普及で、観光協会も人員削減を考えており、東京出張所行きを命じられている善哉にとって、東京へ行くか、辞めて地元に残るか選択を迫られていた。貝原家の、妻・睦子（床嶋佳子）は、毎日宝探しで海に出かける父親・高尾幸介（小松政夫）が経営する能古島の喫茶店を手伝っているが、変化のない毎日の生活に飽き飽きしていた。長女・直子（牧瀬里穂）は県庁の広報課に勤務しているが、どんたくイベントの大道芸人オーディションで出会ったアメリカ人アル・スプリンガー（ブライアン・ホルス）の芸に魅力を感じ、いつしか恋に落ちていた。そして高校生の次女・純子（後藤理沙）は同級生の正木輝（ARATA:俳優のARATAとは別人）とロックバンドを組んでライブハウスで活躍していたが、輝だけがスカウトされ、作曲担当の純子は、新しい曲ができれば一緒に東京へ行けることになっていた。
善哉は、県庁メディア情報室室長小桜花美（高樹澪）を中心に行われるデジタルドンタクに向けて、県の観光案内CD-ROMの制作を命じられた。東京転勤を阻止するために、小桜の部下・田淵（田口浩正）と共に率先して携わる。そこにウッディ・ワン（松重豊）率いるアメリカのコンピュータ会社パイナップル社が、ハリウッド映画を製作するために博多へやって来た。世界に博多を知らせることができると小桜はおおはしゃぎ。だがパイナップル社が博多へやって来た理由には裏の目的があった。
自社ソフト開発中にひょんなことでできてしまったCD-ROM（人間もハードも中毒を起こしてしまうドラッグウイルス・ソフト）がアジアン・マフィアに盗まれ、それを追っていた世界コンピュータ監視機構のエージェント、フェイ・イエン（シンシア・ラスター）がCD-ROMを奪還したが、博多湾に沈めてしまった。ワンはマフィアより早くCD-ROMを回収するために、映画のロケ隊を隠れみのにして捜索隊を送り込んだのだった。映画の監督はアメリカ在住の日本人オスカー花城（高杢禎彦）が担当することになった。ところが偶然にも、睦子とは高校時代の映画研究会の先輩後輩の間柄だった。
睦子は花城との思い出に心寄せるが、善哉には面白くない。撮影は開始され、主演に抜擢されたつもりの、ハリウッドを目指す日本人俳優の黒田（千葉真一）は、自らが考案したサーベルを使って1人張り切っている。そんな中、ついにCD-ROMが発見される。
偶然にも宝探しに夢中の睦子の父・幸介が海から引き上げており、CD-ROMは直子、純子が持っていったのだった。そして問題のドラッグウイルスが入ったCD-ROMは、直子がアルの大道芸用小道具として持っていった中に入っており、それがなぜか善哉の持っていた博多観光案内用のCD-ROMとすり変わっていた。そうとは知らず善哉は、デジタルドンタクの会場へそれを持っていく。
博多の街はどんたく祭で賑わっていた。睦子は花城と高校時代に撮り残していた映画のエンディングを撮り、純子は新曲をひっさげてライブ会場で輝たちと演奏。そして直子はアルと共にどんたくパレードに出場していた。それらを見て善哉はなぜか心の安らぎを感じていた。だが、目の前で直子たちがアジアン・マフィアに襲われる。直子たちがCD-ROMを持っていることを嗅ぎ付けた。そこにはイエンもワンも現れ、娘の一大事に善哉も駆け付ける。だが問題のCD-ROMはなかった。それがデジタルドンタク会場にあると気付き、善哉、イエン、ワンが会場に駆け付けると、時すでに遅し、県庁のマザーコンピュータはウィルスで大暴走、会場は大パニックとなる。

## キャスト
- 貝原善哉（福岡県庁職員）：武田鉄矢
- 貝原直子（善哉の長女）：牧瀬里穂
- 貝原睦子（善哉の妻）：床嶋佳子
- 貝原純子（善哉の次女）：後藤理沙
- オスカー花城（映画監督）：高杢禎彦
- 高尾幸介（睦子の父）：小松政夫
- 小桜花美（福岡県庁デジタルメディア推進課室長）：高樹澪
- 田淵広政（福岡県庁広報課室長）：田口浩正
- ウッディ・ワン（パイナップル社社長）：松重豊
- アル・スプリンガー（大道芸師）：ブライアン・ホルス
- 正木輝（純子のボーイフレンド兼バンドリーダー）：ARATA
- フェイ・イエン（秘密エージェント）：シンシア・ラスター
- 黒田武士（ハリウッドを目指す日本の映画スター）：千葉真一
- 出口（小桜の部下）：出光秀一郎
- METAL GLUE：椛島謙介/高崎了輔/長谷川慎吾
- デジタルドンタク係員：山崎銀之丞
- カメラマン：上野淳
- アジアンマフィアA：四方堂亘
- アジアンマフィアB：山形清貴
- アジアンマフイアC：左明建
- アジアンマフィアD：太田昌孝

### ゲスト出演（登場順）
- 博多駅の駅員：でんでん
- 善哉に鞄を渡す男：舛添要一
- ディレクター：光石研
- 審査員A：鶴久政治
- 審査員B：柴山俊之（BLUES L10N）
- 審査員C：鬼平
- 屋台の女将：西川峰子
- 居酒屋のマスター：浦田賢一
- クラブのママ：伊佐山ひろ子
- ホステス：稲田千花
- 酔客：中村有志
- 屋台の店主：尾形大作
- 輝の父親：大川栄策
- ケイタリングスタッフ：山口紗弥加
- デジタルドンタク室員：森口博子
- デジタルどんたくの客：財津和夫
- ゴッドコンピューター：天本英世
- 福岡県知事：麻生渡（特別出演）